# Шушка се, шушка (песма из 2018)
Шушка се, шушка је песма коју пева Сања Вучић, српска певачица. Песма је објављена 2018. године са спотом, на Јутјубу. Ово је забавна обрада оригиналне истоимене народне песме из 1983, коју изводи Вера Ивковић.

## Текст и мелодија
Песма Шушка се, шушка је ауторско дело, чији је текст написала Радмила Бабић (тада Тодоровић). Наслов песме је пренесено значење за гласине (о теми дела, љубави са Душком).
Музику за песму радио је Данило Живковић, а аранжман познати трубач Дејан Петровић (који са својим Биг бендом и свира у споту).

## Спот
Душан Шљивић је урадио спот за песму, у продукцији Гранд. На Јутјуб је отпремљен 13. јануара 2018. године.